# かまくらスタジオ
かまくらスタジオは　日本の建築設計事務所。福井啓介と森川啓介の共同主宰。 2016年設立。
代表作に東京・葛飾区の住宅HOUSE H-緑と戯れる家-（第45回 東京建築賞新人賞受賞）流山の集会所_1など。
2012年、釜石市災害復興公営住宅(小白浜地区)プロポーザル入選。2016年、高松市 屋島山上拠点施設 基本設計業務プロポーザルで最終選考。2019年愛知建築士会主催建築コンクール入選。
メンバーの福井啓介（keisuke fukui、1982年、千葉県生まれ） 2007年、日本大学理工学部建築学科卒業。 2007年から2010年、フリーランスとして活動(流山の集会所など)。 
2010年、横浜国立大学大学院Y-GSA卒業。 2010年から2012年、NAP建築設計事務所勤務。 2012年、福井啓介建築設計事務所設立。
2007年、第5回日経アーキテクチュアコンペで優秀賞。2008年、第2回 全日本学生環境共生住宅デザインコンペで佳作。ロ・ハウス設計コンペティション 2008で佳作。イセザキモール4th St. パーキング活用計画で優秀賞。第２回長谷工住まいのデザインコンペティション で佳作。2011年、第4回木質空間デザインコンテスト一般建築部門賞。2012年、第42回ストアフロントコンクール銀賞。第38回東京建築賞入賞。2013年、第1回流山市景観賞。2014年、第20回千葉県建築文化賞奨励賞受賞。
森川啓介（keisuke morikawa、1984年、千葉県生まれ） 2007年、日本大学理工学部建築学科卒業。 2010年、首都大学東京大学院修士課程修了。 2010年から2012年、久米設計勤務。2014年から2016年、北川原温建築都市研究所勤務。
2012年から2014年、フリーランスとして活動。大阪府木津川遊歩空間デザインコンペ優秀賞。 特定非営利活動法人アートアンドアーキテクトフェスタ30歳以下の若手提案者による国際アイデアコンペティション2013 近未来の都市緑化で優秀賞。セントラル硝子国際建築設計競技2013で入選。 2014年JT SMOKERS' STYLE COMPETITION 2013で佳作。第38回 日新工業建築設計競技 ふたりのアーティストの家で佳作。 
福井健二（kenji fukui、1953年、佐賀県生まれ）1977年、日本大学理工学部建築学科卒業。1977年から1989年、株式会社新工務店勤務。
1990年から1993年、株式会社ジーオーエー。1993年、有限会社アイエフ設立。2016年かまくらスタジオ参加。